# Ботанические сады АН Казахстана
Ботанические сады АН Казахстана — научно-исследовательское, учебно-воспитательное и культурно-просветительское учреждения в Казахстане.

## Направление деятельности
Основные направления научных исследовании ботанических садов республики: интродукция инорайонных и местных декоративных и полезных растений, изучение их экологии, биологии и физиологии, приемов культивирования, селекция, отбор новых форм, внедрение наиболее перспективных видов и сортов в зелёное строительство и растениеводство, накопление и обогащение научного и производственного опыта по интродукции растений и зелёному строительству в городах, разработка теории интродукции растении применительно к экстремальным условиям Казахстана, научно-просветительская работа по биологии растений и декоративному садоводству и цветоводству.
Разработаны научные основы подбора перспективного ассортимента растений для создания различных типов насаждений в промышленных комплексах, для рекультивации земель (И. О. Байтулин, Т. А. Жеронкина). Изучены состояние популяций и эколого-биологических особенности редких и исчезающих видов растений, разработаны рекомендации по их охране, воспроизводству и рациональному использованию (Б. А. Винтерголлер). Обоснована роль адаптации в интродукции растений (М. В. Бессчетяова). Разработаны приёмы промышленного цветоводства (в закрытом грунте), показаны богатство и разнообразие растительного мира тропических стран и рекомендованные пути его использования (С. Ю. Турдиев). Изучена микрофлора Ботанических садов, собрано и описано 219 видов и 30 форм грибов (Б. К. Калымбетов). Прослежены закономерности роста и развития интродуцированных растений, разработан экспресс-метод диагностики газоустойчивости растений (И.Р. Рахимбаев, К.Н. Сарсенбаев). Ботанические сады республики поддерживают творческие связи с 51-й страной мира (390 ботанических учреждений), участвуют в международных конгрессах, симпозиумах, съездах, конференциях.

## Ботанические сады
В Казахстане 6 Ботанических садов: 
- Главный Ботанический сад, основан в 1932 году в городе Алматы;
- Алтайский ботанический сад, организован в 1935;
- Карагандинский ботанический сад, основан в 1940;
- Мангышлакский экспериментальный ботанический сад;
- Жезказганский ботанический сад, организован в 1966;
- Илийский ботанический сад, организован в 1966.

В 2018 году был открыт ботанический сад в Астане.